# Tiresia
Pour plus de détails, voir Fiche technique et Distribution.
Tiresia est un film français réalisé par Bertrand Bonello, sorti en 2003.

## Synopsis
Dans la mythologie grecque, Tirésias est un personnage transexuelle. Dans ce film, Tiresia est une femme trans brésilienne qui vit avec son frère en périphérie de Paris. Terranova est un rêveur et un esthète. Son obsession pour Tiresia va le conduire à la kidnapper. Mais sans sa prise régulière d'hormones, Tiresia reprend peu à peu la morphologie d'un homme. Déçu, Terranova ôte la vue à Tiresia et l'abandonne dans la campagne, où Anna la récupèrera et l'aidera.

## Fiche technique
- Titre : Tiresia
- Réalisation : Bertrand Bonello
- Scénario : Bertrand Bonello et Luca Fazzi
- Production : Simon Arnal, Luc Déry, Claude Girard et Carole Scotta
- Musique : Albin De La Simone et Laurie Markovitch
- Photographie : Josée Deshaies
- Montage : Fabrice Rouaud
- Pays d'origine :  France
- Format : couleurs - Dolby
- Genre : drame
- Date de sortie : 2003

## Distribution
- Laurent Lucas : Terranova/Père François
- Clara Choveaux : Tiresia I
- Thiago Telès : Tiresia II
- Célia Catalifo : Anna
- Lou Castel : Charles
- Alex Descas : Marignac
- Fred Ulysse : Roberto
- Stella : Kim
- Marcelo Novais Teles : Eduardo
- Olivier Torres : Mathieu
- Isabelle Ungaro : Louise
- Abel Nataf : ?
- Jérémy Bardeau : ?